# Jon From
Jon From (født 7. august 1976 i Nakskov) er en tidligere dansk redskabsgymnast og musiker.

## Gymnastik
- Deltog på Nakskov Gymnastikforenings senior-hold som blev danske mestre i 1992, 1993.

- Blev dansk senior mester i ringeøvelsen i 1993 som blot 16-årig. Vandt ligeledes DM i ringe i 1994 og 1995.

- På det danske senior-landshold fra 1992 - 1996

- Har trænet og boet i følgende byer - Nakskov, Aalborg og Voronezh (RUS)

- I dag bl.a. gymnastik-kommentator på Eurosport og DR

## Musik
Jon From begyndte at synge og spille guitar, da han stoppede med gymnastikken efter EM i København i 1996, og har spillet i flere bands og udgivet eget musik.